# Shiroke (Bíljorod-Dnistrovski)
Shiroke (en ucraniano: Широке, romanizado: Shyroke)  es un pueblo ucraniano perteneciente al óblast de Odesa. Situado en el suroeste del país, es parte del raión de Bíljorod-Dnistrovski y del municipio (hromada) de Marazliivka.

## Toponimia
El nombre del asentamiento en otros idiomas de importancia en el asentamiento es Shirókoye (en ruso: Широкое) o Chebabcea (en rumano: Chebabcea). Hasta 1945, el pueblo era conocido con el nombre de Kebabcha (en ucraniano: Кебабча). 

## Historia
Después de la conquista de Besarabia por el Imperio ruso y su anexión por Rusia en 1812, la región sufrió una fuga de población hacia el Imperio otomano. La gran mayoría de los colonos comenzaron a llegar según el programa estatal a finales de 1829 desde la gobernación de Poltava.   
En enero de 1918 comenzó la intervención y anexión al reino de Rumania. 
Shiroke fue entregada a la Unión Soviética con el pacto Ribbentrop-Mólotov.  
El pueblo sufrió la hambruna de 1946-1947. En 1954, se abolió el óblast de Izmaíl y las localidades que la componen se incluyeron en el óblast de Odesa.   

## Demografía
La evolución de la población de Shiroke entre 1886 y 2001 fue la siguiente:
| 1771                                                          | 1553 | 1374 |
| (Fuente: Cities & Towns of Ukraine y UKRAINE: Größere Städte) |      |      |

Según el censo de 2001, la lengua materna de la mayoría de los habitantes, el 97,89%, es el ucraniano; y del 1,31%, el ruso.